# NGC 2419
NGC 2419 es un cúmulo globular situado en la constelación del Lince notable por su gran distancia a nuestra galaxia, y por tanto al Sol (respectivamente 89,9 kiloparsecs y 82,6 kiloparsecs (293.000 y 269.000 años luz)).
Es también uno de los cúmulos globulares más grandes y brillantes de nuestra galaxia, con una magnitud absoluta de -9,42 y una masa estimada en alrededor de 900.000 masas solares. Gracias a ello y pese a su distancia, presenta una magnitud aparente de 10,4, que lo pone al alcance de telescopios de aficionado.
El nombre Vagabundo Intergaláctico con el que es conocido proviene de su gran distancia a la Vía Láctea, que hizo pensar durante un tiempo que era un objeto no perteneciente a nuestra galaxia; sin embargo, estudios de sus estrellas variables sugieren que sí que pertenece a ella y también que, a diferencia de Omega Centauri, no es el núcleo de una galaxia enana esferoidal que fue antaño despedazada por nuestra galaxia cómo llegó a proponerse.